# Xã Carroll, Quận Reynolds, Missouri
Xã Carroll (tiếng Anh: Carroll Township) là một xã thuộc quận Reynolds, tiểu bang Missouri, Hoa Kỳ. Năm 2010, dân số của xã này là 1.314 người.